# Plein de sagesse
Plein de sagesse (en russe : Исполнялся премудрости) est un tableau du peintre russe Vassili Polenov (1844-1927), qui date de la période de maturité de l'œuvre de l'artiste de 1896 à 1909.

## Histoire de la création du tableau

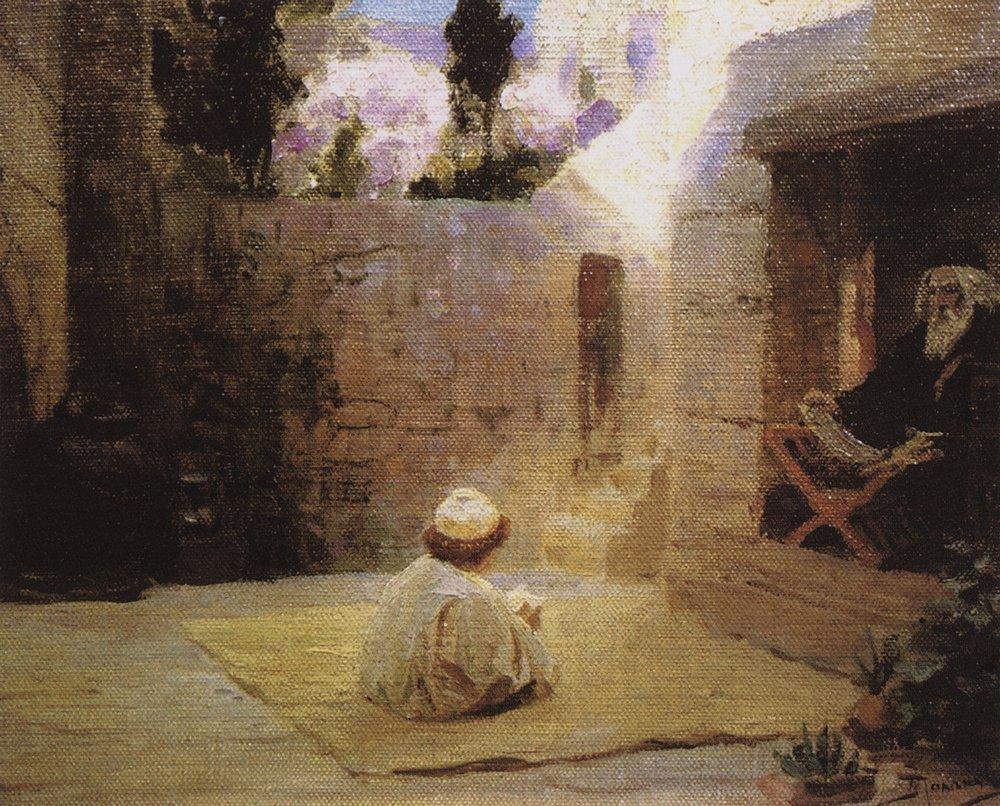
Vassili Polenov. Plein de sagesse, 1890-1900. Galerie Tretiakov

La création du cycle de tableaux sur le Messie était considérée par Polenov comme « le travail principal de sa vie ». La série a été publiée sous forme de reproductions noir et blanc dans une édition de l'album De la vie du Christ, publiée par Polenov lui-même, qui est devenu un ouvrage d'une rareté immédiate dès sa publication. Trois ans plus tard, un album avec des reproductions en couleur a été publié à Prague. La série comprenait, en 1909, suivant certaines sources, 65 œuvres et selon d'autres 72. Mais les musées russes et les collections privées ne conservaient qu'un petit nombre de tableaux. Pendant longtemps, l'opinion répandue était que la plupart des œuvres avaient été vendues à l'époque soviétique aux États-Unis et que leur emplacement actuel était inconnu,. 
Le tableau Plein de sagesse fait partie de ce cycle. Il a été créé entre 1896 et 1909 sur toile comme peinture à l'huile. Ses dimensions sont de 40 × 58 cm. Il est conservé au Musée des Beaux-Arts de l'État à Nijni Novgorod (inventaire no Ж-647).
Ce tableau est parfois perçu comme une étude de la version finale de la toile. Selon certains historiens d'art, V. Vorobiov a transmis ce tableau ensemble avec 22 tableaux de peintres russes au Musée Roumiantsev en 1918.
Une autre version de la peinture, avec de petites différences, se trouve dans les collections de la Galerie Tretiakov. Ce tableau est entré au musée comme don de N. N. Arjankovoï en 1984 (Inventaire no Ж-1005). Cette variante est une répétition du tableau du même nom. Il est daté des années 1890-1900. La technique est à l'huile sur toile et carton et les dimensions sont de 25,5 × 31 cm. En bas à droite il est signé : ВПолѣновъ (V. Polenov) (les lettres В et П sont entremêlées). Au verso est inscrit le monogramme ВП, les initiales V P en cyrillique de Polenov. Les propriétaires du tableau ont été : N. S. Arjanikov et I. I. Arjanikova. Cette variante a été exposée à la Galerie Tretiakov à l'exposition du jubilé en 1994.

## Sujet du tableau
On considère généralement que Polenov illustre les paroles de l'Évangile selon Luc : « Le petit enfant grandissait et se développait. Il était plein de sagesse, et la grâce de Dieu reposait sur lui. » Pour créer sa toile, Polenov utilise ses connaissances de la vie quotidienne des habitants de son époque en Palestine, qu'il visite au Moyen-Orient. Le peintre décrit lui-même la scène dans ses commentaires : « La cour intérieure se trouve à Nazareth ; à droite à l'entrée de la cour est assis le vieux maître, devant Jésus, sur un grand tapis. L'enfant Jésus tient un livre entre les mains ». L'historien français du christianisme Ernest Renan écrit dans son ouvrage Vie de Jésus que Jésus « a appris à lire et écrire, sans doute suivant la méthode orientale, qui consiste à donner un livre à l'enfant que celui-ci répète en cadence avec ses camarades et l'apprend par cœur. Le maître d'école des petites villes juives état le hazzan ou le lecteur de la synagogue»,.
Polenov veut publier un livre, qui devrait être un commentaire philosophique des peintures de la série, Jésus de Galilée. Il prévoit de faire imprimer deux éditions : l'une bon marché, sans illustrations, l'autre illustrée. Polenov voulait aussi éditer des œuvres musicales composées par lui-même sur les mêmes sujets évangéliques que ceux des tableaux :

« Mon testament artistique serait incomplet si je n'y avais pas mentionné mes esquisses  musicales. En travaillant sur les évangiles par l'image et la parole, j'ai essayé de transmettre mes humeurs et mes sons. À côté de cela, j'ai créé plusieurs œuvres que je voulais réaliser pour le patrimoine que je laisse en héritage... »

Le manuscrit de Jésus de Galilée n'a pas été publié, et il est actuellement conservé dans les collections du musée de Polenovo consacré à l'œuvre de Polenov, mais les croquis et les brouillons se trouvent au département des manuscrits de la Galerie Tretiakov.

## Particularités du tableau
La citation de l'Évangile « Plein de sagesse », qui est devenue le titre du tableau, est interprétée comme une fable mais d'un point de vue extérieur. Jésus est assis devant un vieux maître suivant la tradition en Palestine (selon Polenov).
L'élève est assis à bonne distance de l'enseignant, qui se trouve plus haut sur une plate-forme aménagée dans un mur de pierre. Le mur lui permet de se protéger de la lumière du soleil, et l'élévation sur laquelle il est assis souligne l'autorité dont il dispose aux yeux de l'enfant. Polenov réussit à créer une atmosphère de sérénité et de concentration du garçon.
A. V. Remezov, maître de conférences de la chaire d'histoire de l'Académie théologique de Moscou, considérait que le peintre avait partagé les vues du positivisme et du rationalisme dans son regard sur la vie du Christ :

« …une hypothèse négative vient troubler l'impression générale du tableau Plein de sagesse. Le cadre habituel de l'enseignement en Orient se présente avec le rabbin à une certaine distance du Christ assis sur un tapis. Mais l'expression de l'Évangile donnée par l'artiste (Luc 2, 40) peut être comparée à celle évoquée lorsque le peuple exprime sa surprise devant les connaissances du Christ suivant les Saintes écritures (Luc 2, v 47) : « Tous ceux qui l’entendaient s’émerveillaient de son intelligence et de ses réponses. » Autrement dit : « Comment connaît-il les Écritures sans les avoir étudiées ? ». Il résulte de cette dernière question que le Christ ne serait pas passé par l'école et que le tableau Plein de sagesse ne correspond pas à l'enseignement reçu par Jésus… Que le lecteur désigne maintenant lui-même ce que le tableau illustre : l'Évangile où les allégations d'Ernest Renan ? »,

Les critiques d'art remarquent que les peintures de la série évangélique de Polenov n'ont pas un caractère de peinture de genre. Polenov dépeint l'image d'une nature paisible et très belle, où le soleil brille toujours et le ciel est toujours bleu, sur base de ses impressions de voyageur en Orient. La palette du peintre est dominée par le bleu turquoise, le rose lilas, le blanc doré, le vert émeraude.